# باشگاه ورزشی سنت جورج
باشگاه ورزشی سنت جورج یک باشگاه فوتبال حرفه‌ای مستقر در آدیس آبابا، اتیوپی است. آنها در لیگ برتر فوتبال اتیوپی بازی می‌کنند. این باشگاه که در سال ۱۹۳۵ تأسیس شد، اولین باشگاه در اتیوپی بود و به عنوان نمادی از ملی‌گرایی اتیوپیایی و مقاومت در برابر نیروهای اشغالگر ایتالیای فاشیستی تأسیس شد.

## افتخارات
- لیگ برتر اتیوپی: ۳۱ قهرمانی
- جام حذفی اتیوپی: ۱۰ قهرمانی
- سوپر جام اتیوپی: ۱۶ قهرمانی
- جام شهر آدیس آبابا: ۷ قهرمانی